# Торбей
Торбе́й (англ. Torbay) — унітарна одиниця Англії на південному сході церемоніального графства Девон. Головне та найбільше місто — Торкі (населення — 64 тис. чол.).

## Історія
Утворена 1 квітня 1998 року шляхом перетворення в унітарну одиницю району Торбей неметропольного графства Девон.

## Географія
Займає територію 63 км², на сході омивається протокою Ла-Манш, на півдні, заході та півночі межує з неметропольним графством Девон.

## Спорт
На території унітарної одиниці, в місті Торкі, базується професіональний футбольний клуб «Торкі Юнайтед», який в сезоні виступає 2012-13 у Другій футбольній лізі. Команда приймає суперників на стадіоні «Плейнмур» (6 145 глядачів).